# Rocher du Midi
Rocher du Midi är en bergstopp i Schweiz. Den ligger i distriktet Riviera-Pays-d'Enhaut och kantonen Vaud, i den sydvästra delen av landet, 60 km söder om huvudstaden Bern. Toppen på Rocher du Midi är 2 096 meter över havet.